# Садовий (Єкатеринбурзький міський округ)
Садо́вий (рос. Садовый) — селище у складі Єкатеринбурзького міського округу Свердловської області.
Населення — 3242 особи (2010, 3017 у 2002).
Національний склад станом на 2002 рік: росіяни — 62 %.